# Мозес, Элиэзер
Элиэзер Мозес (ивр. אליעזר מוזס‎; полное имя Менахем Элиэзер Мозес ивр. מנחם אליעזר מוזס‎; род. 20 октября 1946 года, Израиль) — израильский политик, депутат кнессета от фракции «Яхадут ха-Тора».

## Биография
Мозес получил образование в йешиве, работал заместителем генерального директора в Министерстве образования, отвечая за образование для ультраортодоксальных харедим. Занимался также планированием и организацией устройства домов престарелых и жилья для молодых семей.
Он значился одиннадцатым в списке Яхадут ха-Тора на выборах 2006 года, но блок получил лишь пять мандатов. На выборах 2009 года он был в списке пятым и попал в Кнессет, поскольку блок опять получил пять мест. После того, как Меир Поруш покинул кнессет в феврале 2011 года, Мозес занял его пост заместителя министра образования Израиля.
Мозес женат, имеет 10 детей, владеет идишем и ивритом, живёт в Иерусалиме.